# Перов Яків Якович
Перов Яків Якович — український режисер-документаліст.

## Життєпис
Народ. 4 квітня 1909 р. у с. Дахнівка Київської області Помер 12 травня 1990 р. в Києві. Закінчив Одеський музично-театральний інститут (1932). Працював асистентом режисера на Одеській кінофабриці, художнім керівником та головним режисером у театрах Кишинева, Жданова, Москви, Мінська, Ашхабада, Одеси, режисером студії «Укртелефільм». Створив стрічки: «Щасливчик» (1955, співавт. сцен.), «Повість про директора МТС та головного агронома» (1955), «Голос великого міста», «Справа Клайда Гріфітса» (1956), «Вишнева сукня» (1958), «Мистецтво» (1961), «Розсудіть нас, люди» (1963), «Дума про Британку» (1966), «Пісня про Байду», «Якщо покинеш мене» (1967), «Десять днів щастя» (1969), «Гарячі руки» (1971), «Сковорода» (1972) та ін.
Нагороджений медалями. Був членом Спілки кінематографістів України.